# الإنجليزية (مسلسل)
الإنجليزية (بالإنجليزية: The English) هو مسلسل دراما غرب أمريكي من بطولة إيميلي بلنت، تشاسك سبنسر، ريف سبال وتوم هيوز، عرض أول حلقة للمسلسل في 11 نوفمبر 2022 على منصة أمازون برايم فيديو في الولايات المتحدة وعلى بي بي سي تو في المملكة المتحدة.